# Bolgar-Tschaj
Der Bolgartschaj (russisch Болгарчай für aserbaidschanisch Bolqarçay; im Oberlauf: Болгару Bolgaru) ist ein Fluss in Aserbaidschan und im Iran.
Der Bolgar-Tschaj entspringt am Nordhang des Talysch-Gebirges. Er fließt entlang der Grenze zwischen Aserbaidschan und Iran in nördlicher Richtung. Der im Süden der Mugansteppe in Aserbaidschan gelegene Unterlauf ist meist ausgetrocknet. Dort befindet sich die Stadt Biləsuvar. Die eigentliche Mündung liegt am westlichen Ufer des Sees Mahmudtschala.
Der Bolgar-Tschaj hat eine Länge von 134 km. Er entwässert ein Areal von 2170 km². Das Flusswasser des Bolgar-Tschaj wird zur Bewässerung genutzt.